# Brachagenius lugubris
Brachagenius lugubris är en skalbaggsart som beskrevs av Louis Albert Péringuey 1888. Brachagenius lugubris ingår i släktet Brachagenius och familjen Cetoniidae. Inga underarter finns listade.